# Ricardo Serrão Santos

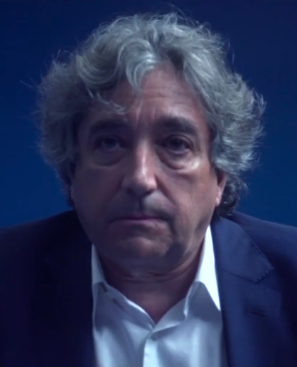
Ricardo Serrão Santos (2019)

Ricardo Abreu da Piedade Serrão Santos, kurz meist Ricardo Serrão Santos (* 11. Oktober 1954 in Portalegre) ist ein portugiesischer Meeresbiologe. Von Mai 2014 bis 2019 hatte er ein Mandat als parteiloser Europaabgeordneter für die Portugiesischen Sozialisten (PS) inne. Seit dem 26. Oktober 2019 ist er Minister für Meeresangelegenheiten Mitglied des Kabinett Costa II.

## Akademischer Werdegang
Der im portugiesischen Inland Portugals, in Portalagre, geborene Santos absolvierte 1974–79 seinen Bachelor (Licenciatura) in Psychologie und Verhaltensökologie am Instituto Superior de Pscicologia Apolicada (ISPA) in Lissabon. Seinen Master (APCC) absolvierte er 1984 an der Universität der Azoren, in seiner Abschlussarbeit beschäftigte er sich mit der Verhaltensanalyse des Blennius sanguinolentus (Titel der Arbeit: „Contribuição para o Estudo da Eto-Ecologia de Blennius sanguinolentus Pallas (Pisces: Blenniidae) do litoral rochoso dos Açores“). Seinen PhD machte er 1992 an der Faculty of Sciences der University of Liverpool. 1993 promovierte Santos wiederum an der Universität der Azoren.
Santos‘ wissenschaftlicher Schwerpunkt ist die Verhaltensökologie, vorrangig von Fischen. Er publizierte zahlreiche wissenschaftliche Aufsätze in nationalen wie internationalen Journals. Neben seiner eigenen wissenschaftlichen Tätigkeit betreute er zahlreiche Abschlussarbeiten.
Santos war zwischen 1997 und 2011 Leiter des Departments für Ozeanografie und Fischerei der Universität der Azoren. Seit 2003 hat er die Aufgabe des Vizerektors, verantwortlich für die „Einbindung maritimer Angelegenheiten“ (Integração dos Assuntos do Mar), derselben Universität inne. Er war bzw. ist in zahlreichen Komitees vertreten, u. a. im Komitee für Forschungsinfrastruktur der Europäischen Kommission, im Europäischen Strategieforum für Forschungsinfrastruktur (ESFRI) und im Wissenschaftlichen Rat für Umwelt- und Meeresforschung des portugiesischen Wissenschaftsministeriums. Außerdem war nationaler Koordinator für die wissenschaftliche Kooperation im Bereich der Meeresforschung zwischen Portugal und Frankreich.
Im Juli 2007 verlieh Joseph Borġ, damalige EU-Kommissar für Fischerei und maritime Angelegenheiten, Santos die Auszeichnung als „Maritime Ambassador“.

## Politik
2014 nominierten die portugiesischen Sozialisten (PS) Santos für den fünften Listenplatz für die Europawahl 2014, wobei er jedoch selbst parteilos ist. Die PS erreichte 31,7 Prozent der Wahlstimmen, sodass Santos seit Mai 2014 Europaabgeordneter für Portugal ist. Er ist damit neben Sofia Ribeiro der zweite Vertreter der Azoren im Europarlament.

## Privat
Santos ist verheiratet, hat zwei Kinder und wohnt in Horta, auf der Azoreninsel Faial.